# Georg Spenkuch
Georg Spenkuch (* 11. Januar 1883; † 20. Jahrhundert) war ein deutscher Verwaltungsjurist und Bezirksamtmann für die Bezirksamtsaußenstelle Bad Reichenhall des Bezirksamtes Berchtesgaden.

## Leben
Georg Spenkuch studierte Rechtswissenschaften, legte 1908 das Große juristische Staatsexamen ab und wurde in Leipzig zum Dr. jur. promoviert.
1925 wurde er als Bezirksamtmann mit der Leitung der Bezirksamtsaußenstelle Bad Reichenhall des Bezirksamtes Berchtesgaden eingesetzt. Zugleich war er Badkommissar. In diesen Ämtern blieb er bis 1929, als er zum Regierungsrat ernannt und bei der Regierung  von Oberbayern eingesetzt wurde. 1938 wechselte er zum Staatsministerium des Innern, wo er bis zum Kriegsende im Amt blieb. Nach dem Krieg war er bis zu seinem Eintritt in den Ruhestand 1948 bei der Regierung von Oberbayern beschäftigt.
Von 1906 bis 1933 war er Mitglied des Deutschen Alpenvereins.
Bis 1933 war er Mitglied der Bayerischen Volkspartei. 1937 wurde ein Beitritt zur NSDAP abgelehnt – ob durch ihn selbst oder seitens der Partei geht aus der Quelle nicht eindeutig hervor.
Er war Mitglied der katholischen Studentenverbindungen KDStV Aenania München (seit 1901) und KDStV Thuringia Würzburg im CV.

## Bibliografie
- Zur Geschichte der Münchener Börse. Dissertation. Deichert Verlag, Leipzig 1908.